# 浦宿駅
浦宿駅（うらしゅくえき）は、宮城県牡鹿郡女川町浦宿浜字浦宿にある、東日本旅客鉄道（JR東日本）石巻線の駅である。

## 歴史
- 1956年（昭和31年）2月12日：日本国有鉄道の駅として開業[2][3]。気動車の旅客のみを取り扱う駅員無配置駅[4]。
- 1987年（昭和62年）4月1日：国鉄分割民営化により、JR東日本の駅となる[3]。
- 2011年（平成23年）3月11日：東北地方太平洋沖地震とそれに伴う大津波（東日本大震災）の影響により、全線で不通となる。
- 2013年（平成25年）3月16日：渡波駅 - 当駅間の復旧により、営業を再開[5][6][新聞 1]。
- 2015年（平成27年）3月21日：当駅 - 女川駅間が復旧[新聞 2]。
- 2016年（平成28年）8月6日：仙石東北ラインの一部列車が直通運転を開始し、停車駅となる[報道 1]。
- 2024年（令和6年）
  - 3月25日：新待合所の利用を開始[新聞 3]。
  - 4月8日：駅前広場整備が完成[新聞 3][新聞 4]。
  - 10月1日：えきねっとQチケのサービスを開始[1][報道 2]。

## 駅構造
単式ホーム1面1線を有する地上駅である。小牛田統括センター（石巻駅）管理の無人駅で、乗車駅証明書発行機が設置されている。
2011年（平成23年）3月11日に発生した東日本大震災の影響で休止していたが、2013年（平成25年）3月16日より折り返し駅として営業を再開した。女川駅方面は2015年（平成27年）3月20日まで当駅で代行バスに乗り換えとなっていた。

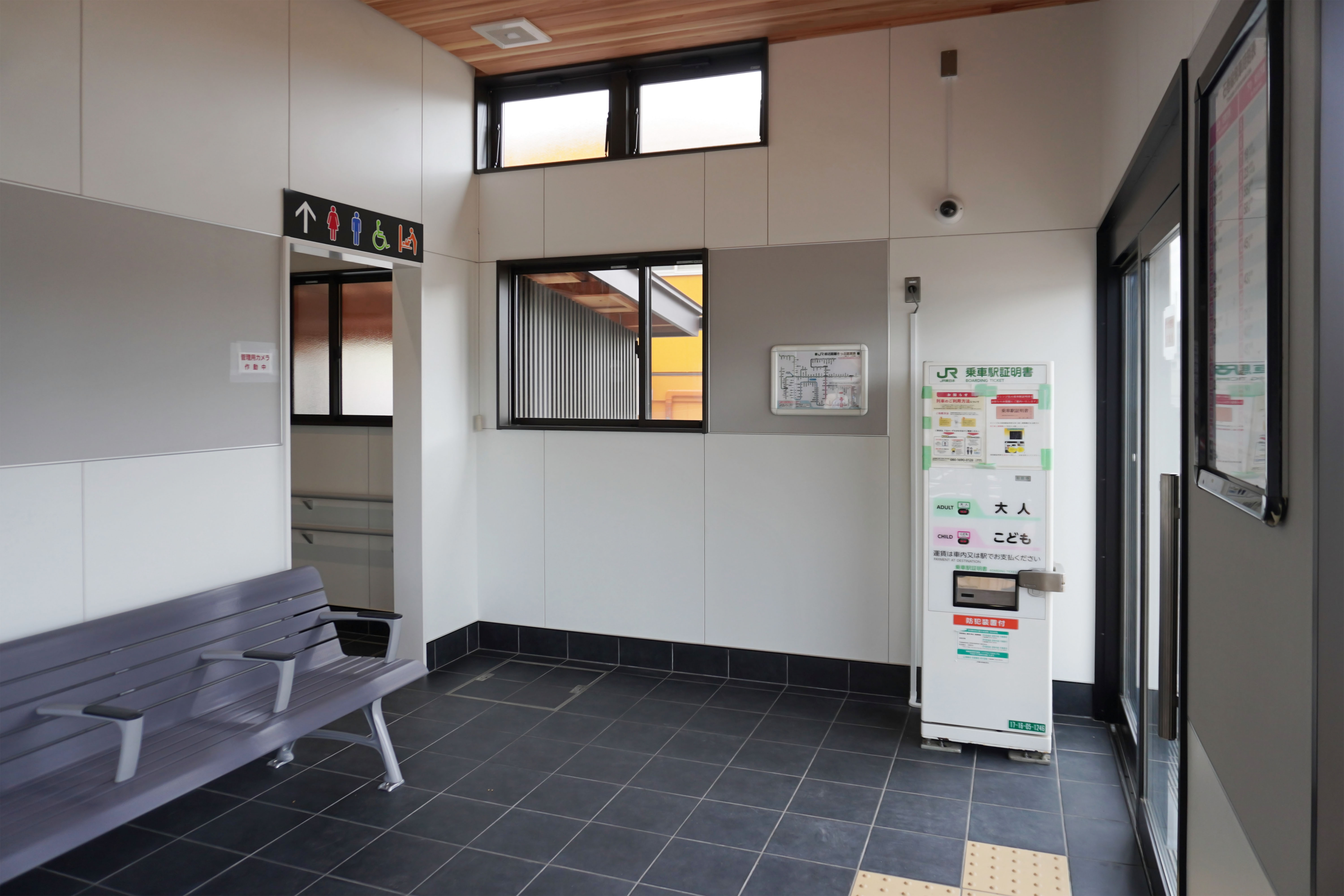
待合室（2024年4月）
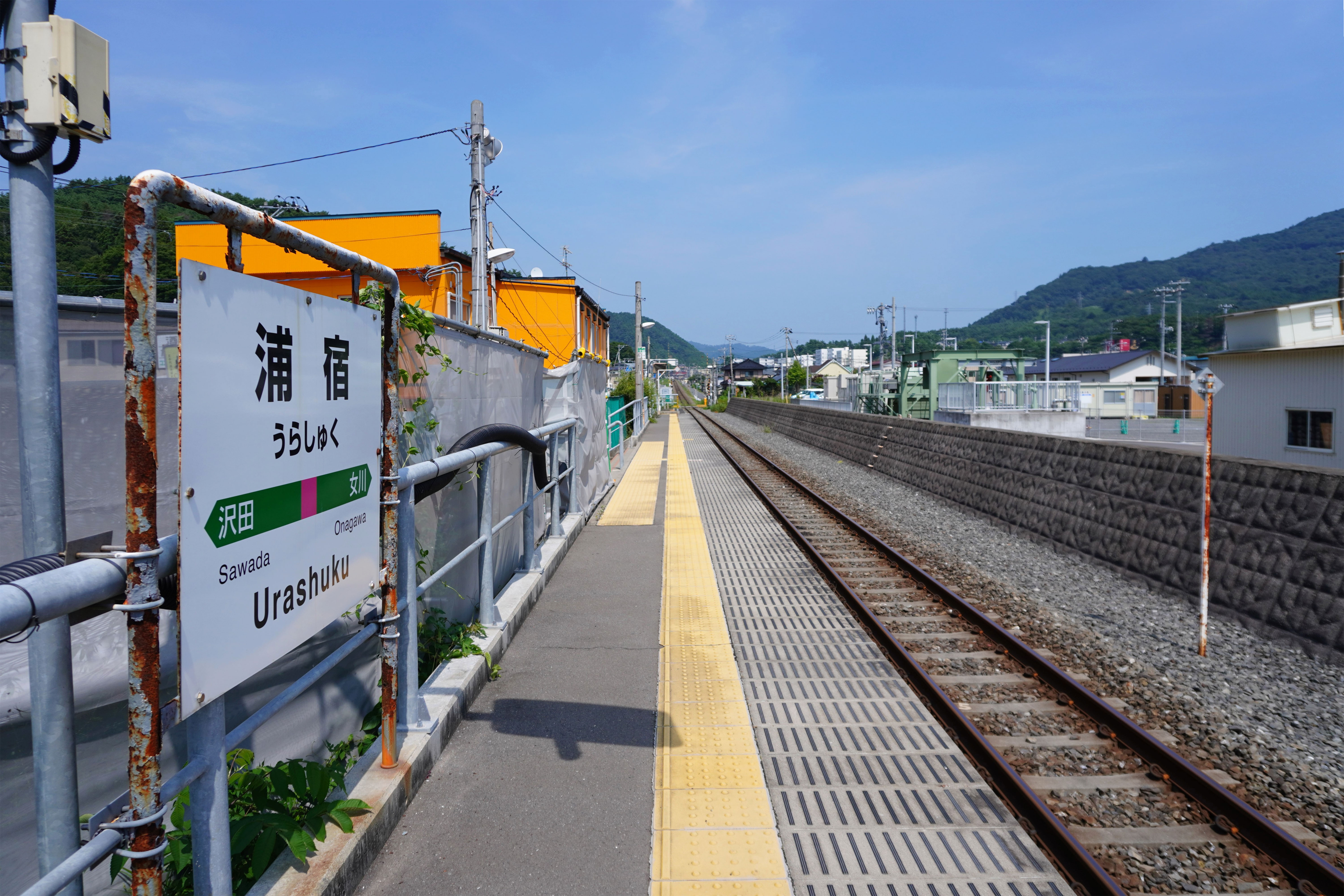
ホーム（2023年7月）
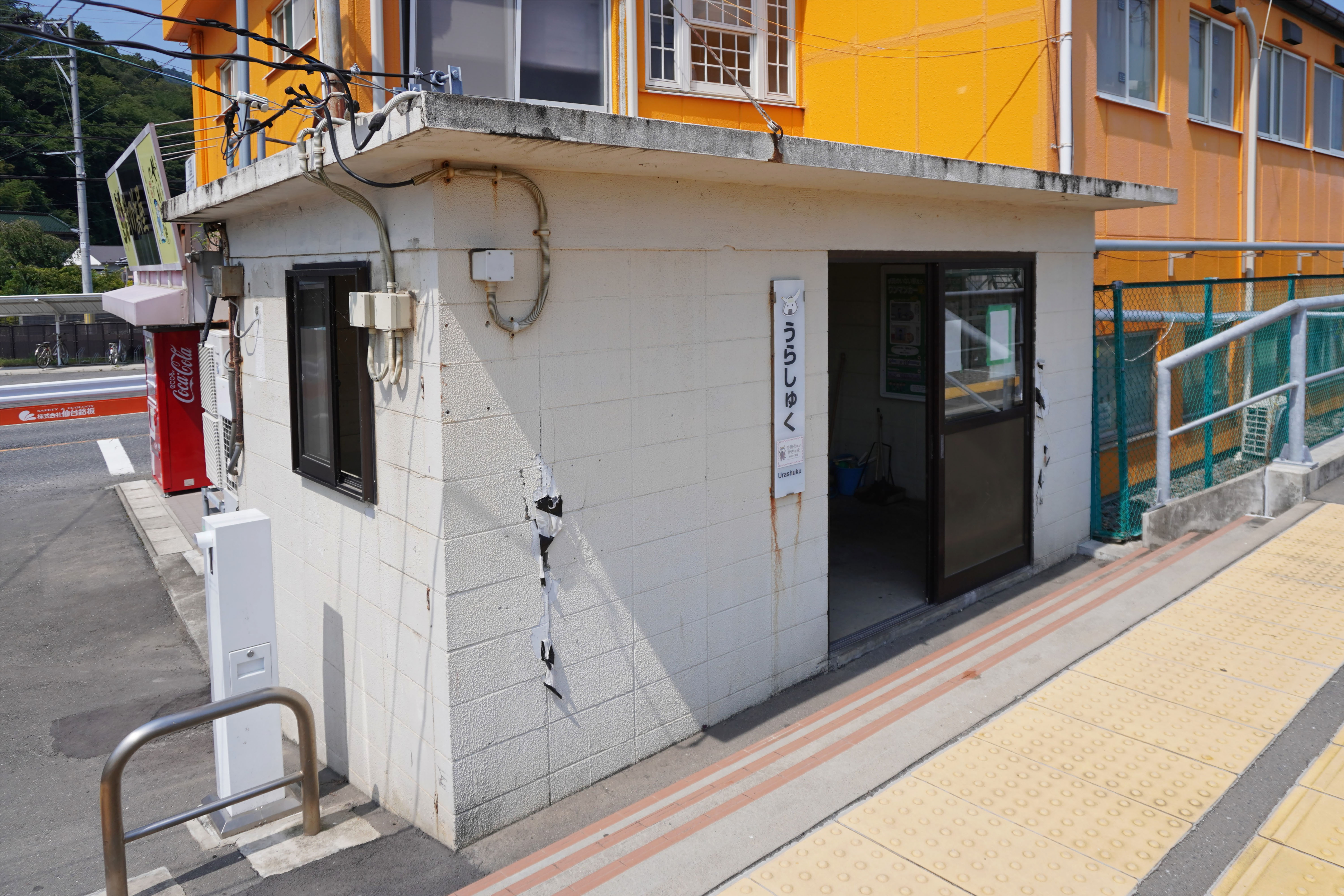
旧待合室外観（2023年7月）
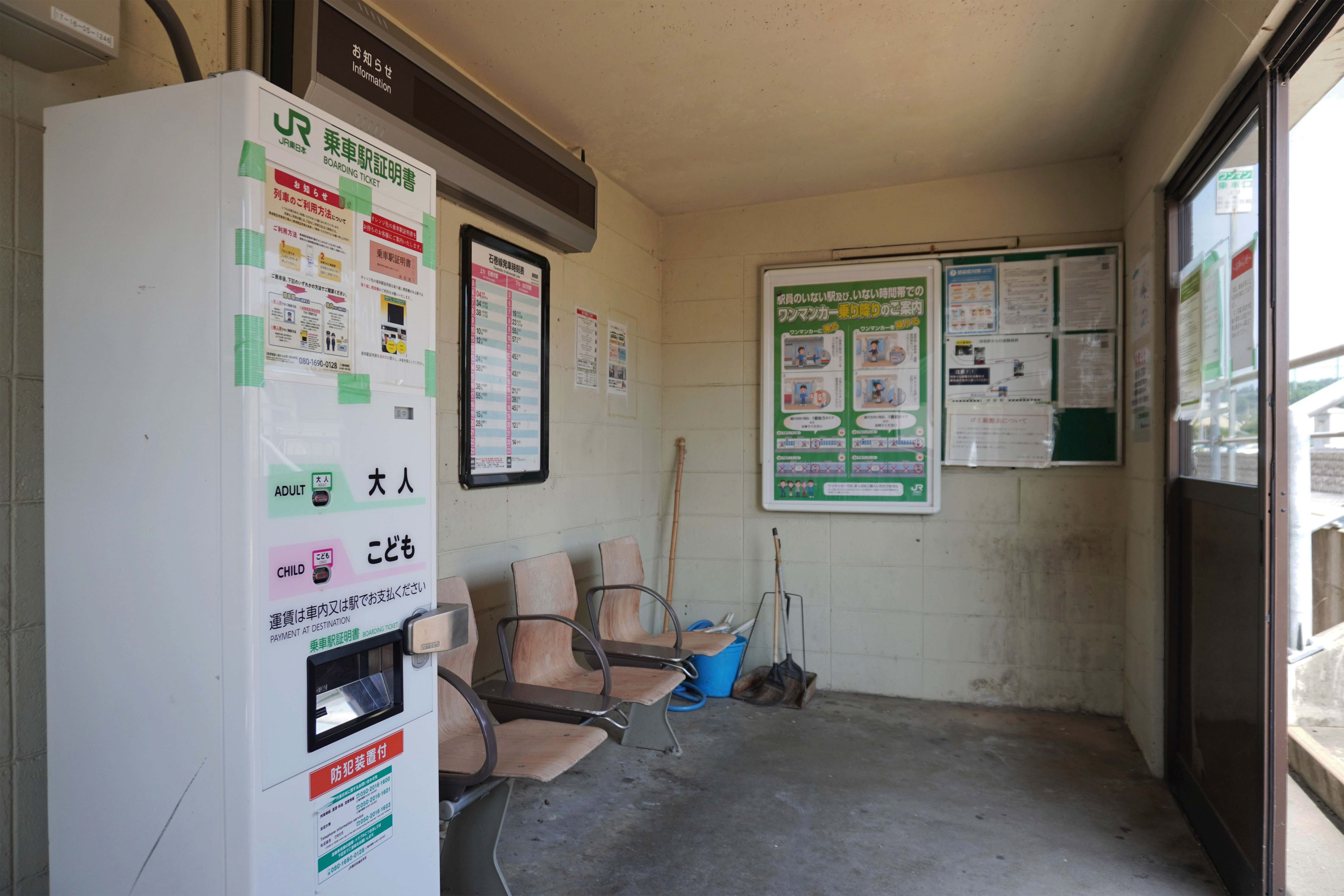
旧待合室内（2023年7月）
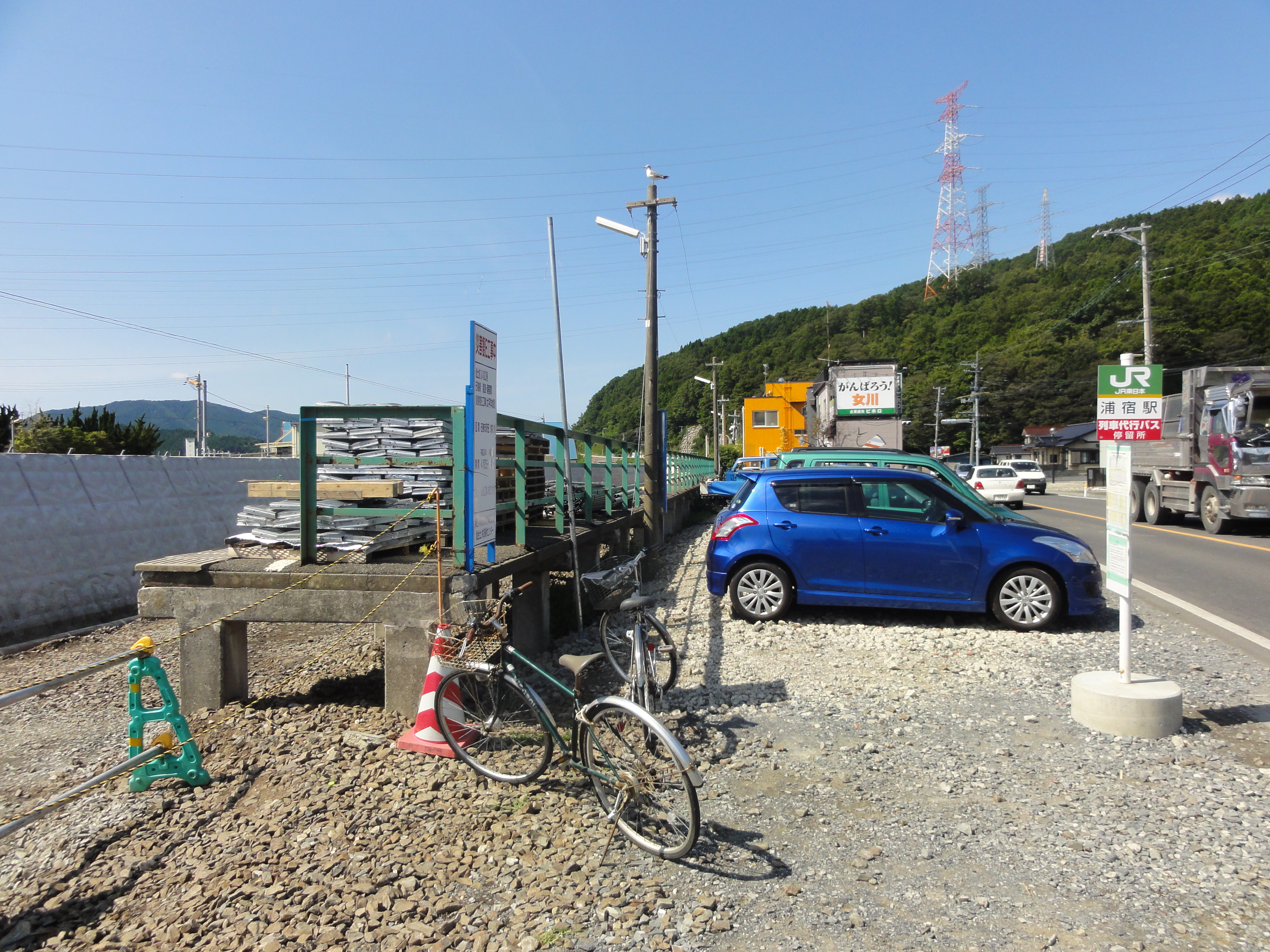
2013年3月15日までの代行バス停留所。その後代行バスのりばは駅正面（画像右奥）に移設された。 （2012年9月）

## 駅周辺
駅構内からは万石浦の海が見え、目立つところに船が置かれているが、この船は養殖用の船で、座礁したものではない。
- 国道398号
- 万石浦
- ミヤコーバス「浦宿」停留所
- 女川町民バス「浦宿駅前」停留所

## 隣の駅
東日本旅客鉄道（JR東日本）
■石巻線・■■仙石東北ライン
■快速（赤快速）・■普通
沢田駅 - 浦宿駅 - 女川駅

### 報道発表資料
1. ↑  『仙石東北ライン一部列車の女川駅直通運転の開始について』（PDF）（プレスリリース）東日本旅客鉄道仙台支社、2016年6月29日。オリジナルの2016年7月4日時点におけるアーカイブ。2024年10月8日閲覧。
2. ↑  『Suicaエリア外もチケットレスで! 東北エリアから「えきねっとQチケ」がはじまります』（PDF）（プレスリリース）東日本旅客鉄道、2024年7月11日。オリジナルの2024年7月11日時点におけるアーカイブ。2024年8月11日閲覧。

### 新聞記事
1. ↑  「女川駅除き、13年度初め運行へ＝JR石巻線」『時事通信』時事通信社、2012年3月5日。2012年3月8日閲覧。[リンク切れ]
2. ↑  「石巻線15年春全面再開 女川駅内陸に150メートル移設」『河北新報』2013年10月26日。2014年1月8日閲覧。[リンク切れ]
3. 1 2  「女川・JR石巻線「浦宿駅」、待望の新待合所完成 スロープ整備 現地で式典」『河北新報』2024年4月10日。オリジナルの2024年4月22日時点におけるアーカイブ。2024年4月22日閲覧。
4. ↑  「宮城・女川のJR浦宿駅に待合施設完成」『河北新報』2024年4月8日。オリジナルの2024年4月22日時点におけるアーカイブ。2024年4月22日閲覧。